# Sklep przy głównej ulicy
Sklep przy głównej ulicy (cz. /słow. Obchod na korze) – czechosłowacki czarno-biały film, który w roku 1966 jako pierwszy z Europy Wschodniej zdobył Oscara dla najlepszego filmu nieanglojęzycznego.
Scenariusz powstał na podstawie opowiadania Ladislava Grosmana pod tym samym tytułem. W roku 1965 obraz uczestniczył z wyróżnieniem w XVIII Międzynarodowym Festiwalu Filmowym w Cannes.

## Treść
Akcja rozgrywa się w kolaboranckiej Republice Słowackiej podczas II wojny światowej. Skromny stolarz Anton („Tono”) Brtko prowadzi z żoną Eweliną spokojne życie w prowincjonalnym miasteczku. Niespodziewania zakłóca je wprowadzenie przez władze przepisów prawa aryzacyjnego, przewidującego objęcie wszystkich przedsiębiorstw żydowskich zarządem komisarycznym. Dzięki swemu wpływowemu szwagrowi Markušowi, będącemu miejscową osobistością, stolarz otrzymuje w zarząd sklep galanteryjny prowadzony przez wiekową i głuchą wdowę – Rozalię Lautmanovą.
Początkowo przejęty możliwością łatwego wzbogacenia, Tono zostaje przez bliskiego znajomego (Imro Kuchar) szybko uświadomiony, iż sklep jest bliski bankructwa, a dotknięta demencją właścicielka jest dyskretnie utrzymywana przez współbraci. Za niewielki haracz płacony mu przez żydowską gminę Tono zgadza się jednak grać rolę zarządcy, co okazuje się niełatwe, gdyż zdziecinniała sklepikarka traktuje go jak podwładnego, a nie właściciela. Z biegiem czasu ogarnięty współczuciem Brtko zaczyna utrzymywać staruszkę z własnych pieniędzy. W miarę zaostrzania się ogólnej sytuacji, zapada odgórna decyzja o przymusowej deportacji wszystkich Żydów miasteczka (prawdopodobnie do obozu zagłady). Anton staje wówczas przed dramatycznym wyborem: czy ocalić Lautmanową, czy stać się współuczestnikiem zbrodniczych działań rodaków.

## Obsada
- Jozef Kroner – Tono Brtko
- Ida Kamińska – Rozálie Lautmanová
- Hana Slivková – Evelyna Brtková
- František Zvarík – Markuš Kolkotský, naczelnik miasta
- Helena Zvaríková – Róza Kolkocká, jego żona, siostra Evelyny
- Martin Hollý – Imro (Imrich) Kuchár
- Adam Matejka – Piti Báči
- Eugen Senaj– Blau, skarbnik gminy żydowskiej
- Martin Gregor – Jozef Katz, fryzjer
- Luise Grossová – Eliášová, sąsiadka
- Gita Mišurová – Andoričová, sąsiadka

## Nagrody
- Oscar dla najlepszego filmu nieanglojęzycznego (1966) – zwycięzca[2]
- Oscar dla najlepszej aktorki pierwszoplanowej Ida Kamińska (1967) – nominacja[3]
- Nominacja do Złotej Palmy na 18. MFF w Cannes[4]
- Wyróżnienie Specjalne na 18. MFF w Cannes dla Jozefa Krónera i Idy Kamińskiej[5]

## Lokalizacja
Zdjęcia do filmu miały być pierwotnie kręcone w Rożniawie, mieście na pograniczu etnicznym słowacko-węgierskim, w którym Kadár spędził swe dzieciństwo i młodość. Ze względu na brak zgody władz miasta plenery filmu zostały ostatecznie nakręcone wyłącznie w miasteczku Sabinov (kraj preszowski) w północno-wschodniej Słowacji z wykorzystaniem licznych miejscowych statystów.